# Daryl Macon
Daryl Macon Jr. (Little Rock, Arkansas, 29 de noviembre de 1995) es un baloncestista estadounidense que actualmente forma parte de la plantilla del Maroussi B.C. de la A1 Ethniki griega. Con 1.90 metros de estatura, juega en la posición de base.

## Trayectoria deportiva

### Universidad
Comenzó sus años de universidad en el community college de Holmes en Goodman (Misisipi), donde jugó dos temporadas. En su segunda temporada promedió 23,9 puntos (sexto mejor promedio en toda la NJCAA), 3,7 rebotes y 3,2 asistencias, siendo incluido en el tercer equipo All-American.
En 2017 fue transferido a los Razorbacks de la Universidad de Arkansas, donde jugó sus dos temporadas restantes del ciclo universitario, en las que promedió 15,1 puntos, 2,8 rebotes y 3,1 asistencias por partido. En 2018 fue incluido por Associated Press en el mejor quinteto de la Southeastern Conference, en el segundo para los entrenadores.

### Profesional
Tras no ser elegido en el Draft de la NBA de 2018, disputó la NBA Summer League con los Miami Heat, jugando siete partidos en los que promedió 7,9 puntos y 4,7 asistencias.
El 30 de julio de 2018 firmmó un contrato dual con los Dallas Mavericks de la NBA y su filial en la G League, los Texas Legends.
En septiembre de 2019 firmó contrato con los Miami Heat.
En julio de 2020, firma con el Galatasaray de la Basketbol Süper Ligi.
El 29 de enero de 2021, firma por el AEK B.C. de la A1 Ethniki. En las filas del conjunto heleno promedia 18.2 puntos y 3.7 asistencias en la liga, y 12.3 puntos y 2.5 rebotes en la Basketball Champions League.
El 12 de julio de 2021, firma por el Panathinaikos B. C. de la A1 Ethniki.
El 9 de julio de 2022, Macon firmó un contrato de dos años (1+1) con el club ruso UNICS Kazan de la VTB United League.
El 25 de marzo de 2025 fichó por los Shanghai Sharks de la CBA china.
El 20 de julio de 2025 se anunció su fichaje por el Maroussi B.C. de la A1 Ethniki griega.

## Estadísticas de su carrera en la NBA

### Temporada regular
| Año     | Equipo | PJ | PT | MPP  | %TC  | %3P  | %TL  | RPP | APP | ROB | TPP | PPP |
| ------- | ------ | -- | -- | ---- | ---- | ---- | ---- | --- | --- | --- | --- | --- |
| 2018-19 | Dallas | 8  | 0  | 11.3 | .370 | .455 | .571 | 1.5 | .9  | .1  | .0  | 3.6 |
| Total   | Total  | 8  | 0  | 11.3 | .370 | .455 | .571 | 1.5 | .9  | .1  | .0  | 3.6 |